# Taking Lives
Taking Lives (Vidas ajenas en España y Robando Vidas en Hispanoamérica) es una película de suspense de 2004 protagonizado por Angelina Jolie y Ethan Hawke. La película se comercializó con el lema "Él mataría para ser tú".
La música original fue compuesta por Philip Glass y el tema principal del título fue compuesto por el austriaco Walter Werzowa, más conocido por el jingle de Intel y su trabajo en la banda de Edelweiss.

## Argumento
Una destacada investigadora del FBI, la agente especial Illeana Scott (Angelina Jolie), no confía en las técnicas tradicionales de resolución de crímenes para desentrañar los misterios de una mente criminal. Su método intuitivo y poco convencional es con frecuencia la única manera de desentrañar la identidad de los asesinos para que los capture la policía. Cuando unos detectives de Montreal, Canadá, que están llevando a cabo una investigación sobre un homicidio en la zona piden a su pesar la ayuda de una persona ajena para adentrarse en la mente de un astuto asesino en serie, la agente Scott entra en el caso. Con meticulosa perspicacia, sugiere la teoría de que el camaleónico asesino está asumiendo la vida y la identidad de sus víctimas.
A medida que crece la presión para capturar al escurridizo asesino, los poco ortodoxos métodos de la agente Scott la distancian de un equipo de policía territorial que se siente amenazado por sus extrañas facultades. Su comportamiento aparentemente frío oculta una pasión sin igual por su trabajo, y su mejor momento es cuando está trabajando sola. Pero cuando una inesperada atracción desencadena un complicado enredo amoroso, la consumada especialista empieza a dudar de su afinado instinto. Sola en una ciudad desconocida y sin nadie en quien pueda confiar, la agente Scott se encuentra de repente inmersa en un viaje complicado y aterrador, rodeada por sospechosos en un caso que se ha vuelto espeluznantemente personal.

## Reparto
- Angelina Jolie como Illeana Scott.
- Ethan Hawke como James Costa/Martin Asher.
- Kiefer Sutherland como Christopher Hart.
- Gena Rowlands como Mrs. Rebecca Asher.
- Olivier Martinez como Joseph Paquette.
- Tchéky Karyo como Hugo Leclair.
- Jean-Hugues Anglade como Emil Duval.
- Paul Dano como Martin Asher (joven).
- Justin Chatwin como Matt Soulsby.

## Recaudación
Taking Lives recaudó 32,682,342 de dólares en los Estados Unidos y en todo el mundo 65,470,529 de dólares.

## Estreno
- Estados Unidos: 19 de marzo de 2004
- Grecia: 19 de marzo de 2004
- Hong Kong: 19 de marzo de 2004
- Islandia: 26 de marzo de 2004
- España: 26 de marzo de 2004
- Corea del Sur: 2 de abril de 2004
- Israel: 7 de abril de 2004
- Alemania: 8 de abril de 2004
- Austria: 9 de abril de 2004
- Brasil: 9 de abril de 2004
- Sudáfrica: 9 de abril de 2004
- Tailandia: 9 de abril de 2004
- Filipinas: 10 de abril de 2004
- Bélgica: 14 de abril de 2004
- Australia: 15 de abril de 2004
- Perú: 15 de abril de 2004
- Suiza: 15 de abril de 2004
- Chile: 16 de abril de 2004
- México: 16 de abril de 2004
- Argentina: 22 de abril de 2004
- República Checa: 22 de abril de 2004
- Hungría: 22 de abril de 2004
- Países Bajos: 22 de abril de 2004
- Eslovenia: 22 de abril de 2004
- Estonia: 23 de abril de 2004
- Irlanda: 23 de abril de 2004
- Líbano: 23 de abril de 2004
- Panamá: 23 de abril de 2004
- Reino Unido: 23 de abril de 2004
- Egipto: 28 de abril de 2004
- Francia: 28 de abril de 2004
- Georgia: 29 de abril de 2004
- Nueva Zelanda: 29 de abril de 2004
- Bulgaria: 30 de abril de 2004
- Italia: 30 de abril de 2004
- Noruega: 30 de abril de 2004
- Polonia: 30 de abril de 2004
- Suecia: 30 de abril de 2004
- Baréin: 26 de mayo de 2004
- Portugal: 3 de junio de 2004
- Eslovaquia: 3 de junio de 2004
- Dinamarca: 2 de julio de 2004
- Kuwait: 21 de julio de 2004
- Turquía: 30 de julio de 2004
- Finlandia: 10 de septiembre de 2004 (DVD premiere)
- Japón: 11 de septiembre de 2004